# Scirtes hemisphaericus
Scirtes hemisphaericus är en skalbaggsart som först beskrevs av Carl von Linné 1758.  Scirtes hemisphaericus ingår i släktet Scirtes, och familjen mjukbaggar. Arten är reproducerande i Sverige.

## Bildgalleri

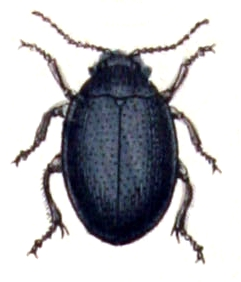